# 犬迫町
犬迫町（いぬざこちょう）は、鹿児島県鹿児島市の町。旧薩摩国鹿児島郡鹿児島近在犬迫村、鹿児島郡伊敷村大字犬迫。郵便番号は891-1205。人口は2,097人、世帯数は1,190世帯（2020年4月1日現在）。
江戸時代には薩摩街道の沿線に鹿児島近在では唯一となる「横井野町」（よこいのまち）と呼ばれる野町が形成されており、江戸時代末期には茶屋や商店などが営業していた。

## 地理
鹿児島市の北西部に位置しており、北東端を甲突川が南東に流れる。町域の北方に小山田町、南方に小野町、西別府町、東方に伊敷町、皆与志町、東方に石谷町、日置市伊集院町竹之山がそれぞれ接している。
地区は古別府・横井・栗之迫・仲組・久木田・下門・入佐・荒磯・川路山・萩別府からなる。
町域のほぼ中心に鹿児島市立犬迫小学校が位置し、犬迫小の前で鹿児島県道210号小山田谷山線と鹿児島県道206号徳重横井鹿児島線と交差する。東部には国道3号とそれに沿って甲突川が流れる。また、鹿児島市立河頭中学校が位置する。甲突川の対岸は皆与志町となる。河頭附近の丘の上にはかごしま健康の森公園が所在する。西部には塵芥処理をおこなう鹿児島市北部清掃工場がある。

### 河川
- 甲突川
  - 犬迫川
  - 荒磯川
  - 松尾川
  - 幸加木川
- 西之谷川

### 町名の由来
「犬迫」という地名は、犬が迷い込んで出られなくなるほど山が深く谷が複雑であることに由来している。

## 歴史

### 犬迫の成立と中世
犬迫という地名は室町時代より見え、薩摩国鹿児島郡のうちであった。寛正6年（1465年）の「鹿児島諏訪社祭次第」には「七番 ＜辛卯年＞ ＜上伊敷 犬迫＞」と犬迫の記載があり、この頃より見える。
文明5年（1473年）の田代肥前入道清定書状には「鹿児嶋犬迫三十町」「鹿児嶋犬迫之内ゆるさノ門一町二反」と見え、地内に田代氏の所領があったことがわかる。大永6年（1526年）の島津忠兼の書状によれば犬迫15町のうち半分が河田氏に与えられたとされる。
享禄3年（1530年）には八房神社が比志島義祐によって建立されたと伝えられている。

### 近世の犬迫と横井野町
江戸時代には薩摩国鹿児島郡鹿児島近在のうちであった。犬迫村は鹿児島近在のうちでは遠名に区分されていた。村高は「天保郷帳」では1,919石余、「郡村高辻帳」では1,919石余、「三州御治世要覧」では1,507石余、「旧高旧領取調帳」では1,532石余であった。城下士の一部は近在のうちである犬迫村に居住していた。
また、薩摩街道沿いの横井野町は犬迫村に属しており、鹿児島近在のうちで唯一の野町であった。野町とは幹線道路に沿って点在する商人住区のことである。また、宿場町にもなっていた。横井野町の人口は明和9年（1772年）には104人であったが、文政9年（1827年）には153人と増加傾向にあった。鹿児島駅から東市来駅までの鉄道（現在の鹿児島本線）が開通するまでは横井野町を通る薩摩街道は鹿児島に入る主要道路として栄えており、横井野町には茶屋や商店、焼酎屋などが営業していた。江戸時代末期の茶屋は「ハル茶屋」、「杉ノ木茶屋」・「おもい茶屋」の3軒があった。郷士の住居も所在していた。

### 町村制施行以降
1889年（明治22年）4月1日に町村制が施行されたのに伴い、鹿児島近在のうち上伊敷村、下伊敷村、小野村、犬迫村、小山田村、皆房村、比志島村の区域より鹿児島郡伊敷村が成立した。それに伴って、それまでの犬迫村の区域は伊敷村の大字「犬迫」となった。
1892年（明治25年）に八房に置かれていた八房小学校が玉江小学校（現在の鹿児島市立玉江小学校）の分校となり、1900年（明治33年）には独立校となり犬迫小学校と称した。
1950年（昭和25年）10月1日には、伊敷村が鹿児島郡東桜島村とともに鹿児島市に編入された。これに伴い、同年10月18日に鹿児島県公報に掲載された鹿児島県の告示である「 鹿兒島市の一部大字の變更」により、伊敷村が鹿児島市に編入された10月1日に大字犬迫の区域を以て新たに鹿児島市の町「犬迫町」が設置された。
1978年（昭和53年）1月には鹿児島市の北部清掃工場が完成した。完成時のゴミ処理能力は1日あたり150トンを3基備えていた。1986年（昭和61年）9月1日には横井埋立処分場の供用が開始された。1992年（平成4年）にはかごしま健康の森公園（敷地面積：32万平方メートル）が開園した。1993年（平成5年）に発生した平成5年8月豪雨（通称：8.6水害）では犬迫町にある河頭浄水場が冠水したことにより鹿児島市内への水道の供給が滞った。2007年（平成19年）には北部清掃工場の老朽化に伴って隣接地に粗大ごみ処理施設の新設と共に新たな清掃工場が建設され稼働した。

## 人口
以下の表は国勢調査による小地域集計が開始された1995年以降の人口の推移である。
| 年                 | 人口  |
| ------------------ | ----- |
| 1995年（平成7年）  | 3,208 |
| 2000年（平成12年） | 3,166 |
| 2005年（平成17年） | 3,097 |
| 2010年（平成22年） | 2,974 |
| 2015年（平成27年） | 2,713 |

## 施設

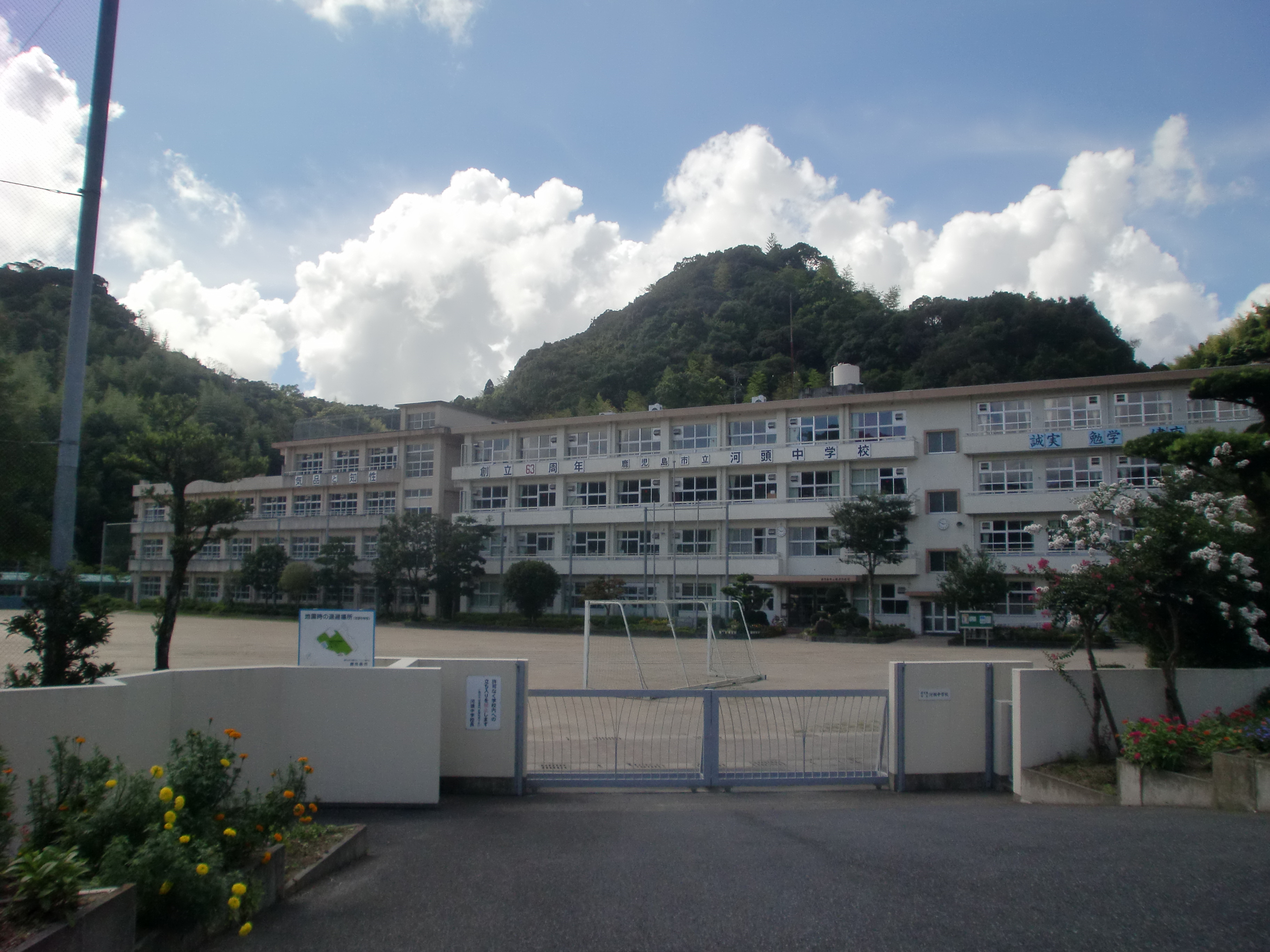
鹿児島市立河頭中学校

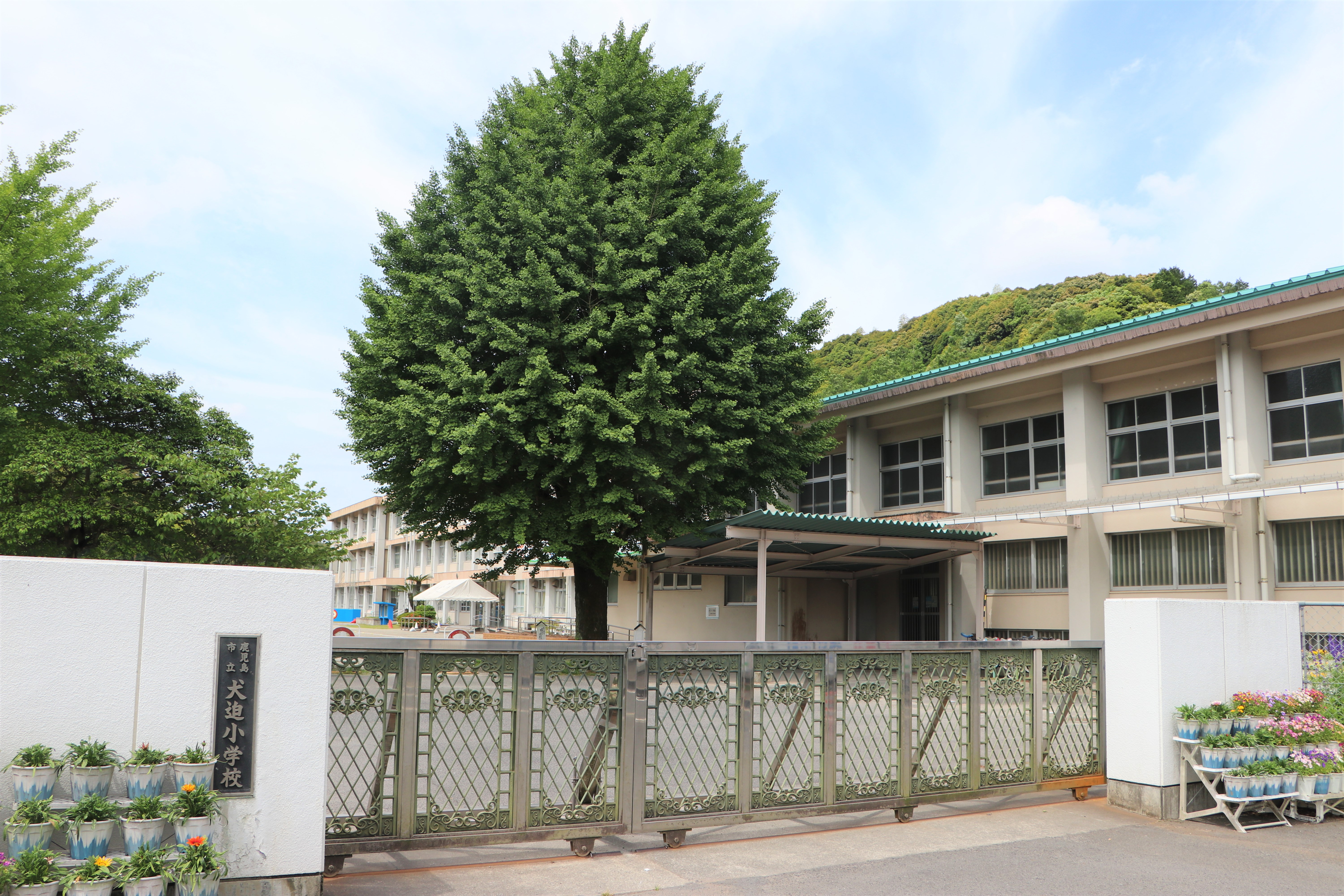
鹿児島市立犬迫小学校

### 公共
- 鹿児島市水道局河頭浄水場[30]
- 鹿児島市北部清掃工場[31]
- 横井埋立処分場[31]
- リサイクルプラザ[31]
- 鹿児島市都市農業センター[32]
- かごしま健康の森公園[33]
- 鹿児島県ライフル射撃場[34]

### 教育
- 鹿児島市立河頭中学校[35]
- 鹿児島市立犬迫小学校[36]

### 寺社
- 八房神社
- 枚聞神社

### 郵便局
- 犬迫簡易郵便局[37]

## 交通

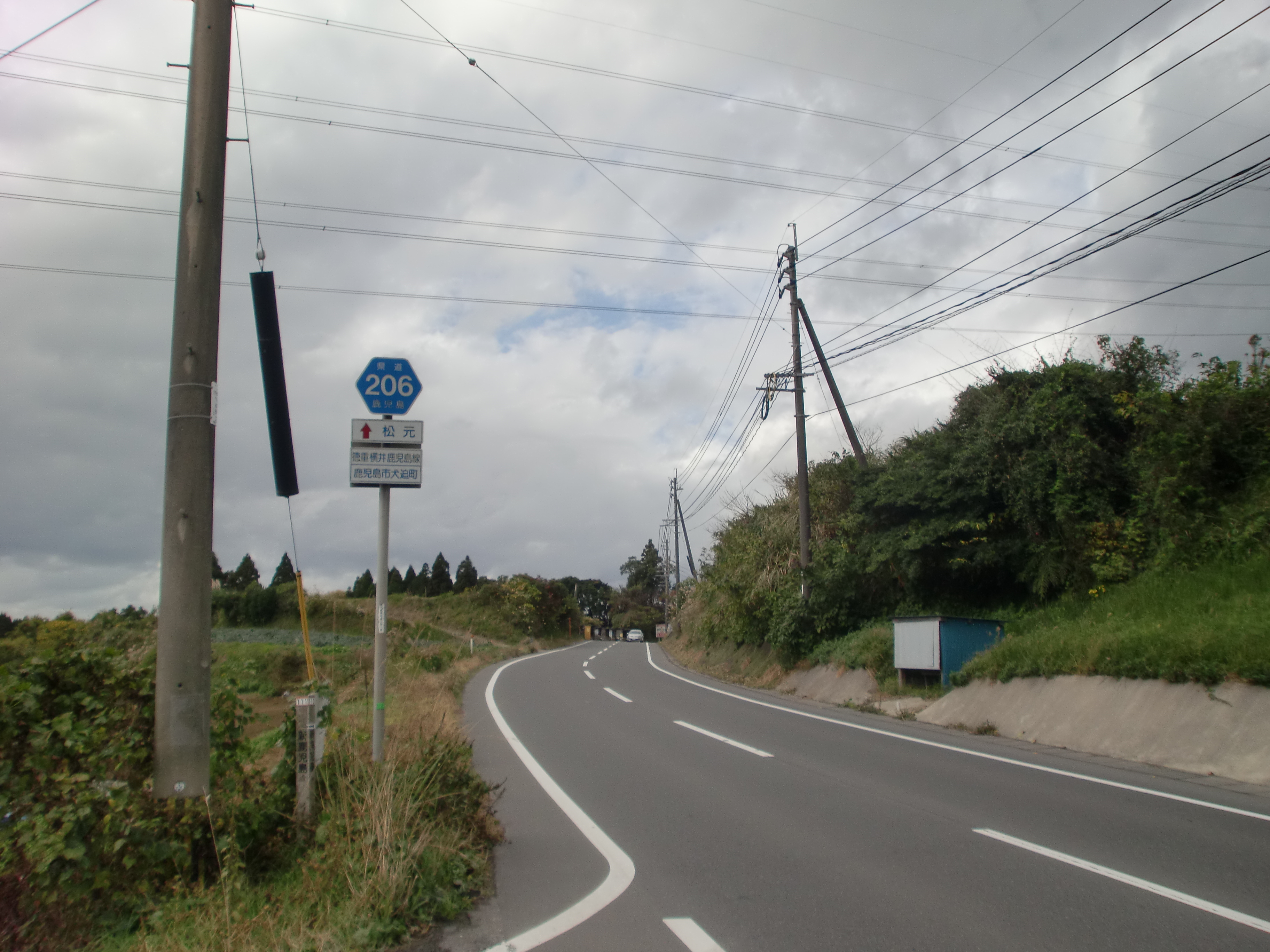
鹿児島県道206号徳重横井鹿児島線

### 道路
一般県道
- 鹿児島県道206号徳重横井鹿児島線（旧薩摩街道出水・西目筋の一部）
- 鹿児島県道210号小山田谷山線

## 小・中学校の学区
市立小・中学校に通う場合、学区（校区）は以下の通りとなる。
| 町丁   | 番地   | 小学校               | 中学校               |
| ------ | ------ | -------------------- | -------------------- |
| 犬迫町 | 河頭   | 鹿児島市立伊敷小学校 | 鹿児島市立河頭中学校 |
| 犬迫町 | その他 | 鹿児島市立犬迫小学校 | 鹿児島市立河頭中学校 |

## 地域コミュニティ協議会
犬迫地域コミュニティ協議会